# Ланёввиль-деван-Байон
Ланёвви́ль-деван-Байо́н (фр. Laneuveville-devant-Bayon) — коммуна во французском департаменте Мёрт и Мозель, региона Лотарингия. Относится к кантону Аруэ.

## География
Ланёввиль-деван-Байон расположен в 26 км южнее Нанси и в 5 км от Байона, примерно посередине между последним и выездом на национальную автодорогу RN 57. Окружён сельскохозяйственными угодьями и фруктовыми садами мирабели, традиционным сливовым деревом Лотарингии.
Соседние коммуны: Сен-Ремимон на севере, Нёвиллер-сюр-Мозель на северо-востоке, Байон и Ровиль-деван-Байон на востоке, Мангонвиль на юго-востоке, Лемениль-Митри и Лебёвиль на юге, Крантенуа на западе, Орм-э-Виль на северо-западе.

## Демография
Население коммуны на 2010 год составляло 245 человек.
| 1962 | 1968 | 1975 | 1982 | 1990 | 1999 | 2010 |
| ---- | ---- | ---- | ---- | ---- | ---- | ---- |
| 167  | 171  | 160  | 152  | 175  | 196  | 245  |